# Football Club Montceau Bourgogne
O Football Club Montceau Bourgogne é um clube de futebol com sede em Montceau-les-Mines, França. A equipe compete no Championnat de France Amateur.

## História
O clube foi fundado em 1948.